# Seznam zemí, ve kterých je španělština úřední jazyk
Španělština je úředním jazykem v celkem 20 zemích světa.

## Seznam zemí
1. Argentina
2. Bolívie
3. Dominikánská republika
4. Chile
5. Ekvádor
6. Guatemala
7. Honduras
8. Kolumbie
9. Kostarika
10. Kuba
11. Salvador
12. Rovníková Guinea
13. Mexiko
14. Nikaragua
15. Panama
16. Paraguay
17. Peru
18. Španělsko
19. Uruguay
20. Venezuela

Mimo to je úředním jazykem také v Portoriku (nezačleněném území Spojených států amerických) a neuznávané Saharské arabské demokratické republice.